# 溴环丙烷
溴环丙烷是一种有机溴化合物，化学式为C3H5Br。它可由环丙烷甲酸银和溴反应得到。它在加热时会异构化，生成1-溴丙烯和3-溴丙烯。它和镁在醚中反应，生成环丙基溴化镁和环丙烷。